# Provincia de Bắc Ninh
Bac Ninh (en vietnamita: Bắc Ninh) es una de las provincias que conforman la organización territorial de la República Socialista de Vietnam.

## Geografía y demografía
Bac Ninh se localiza en la región de Delta del Río Rojo (Đồng Bằng Sông Hồng). La provincia mencionada posee una extensión de territorio que abarca una superficie de 807,6 kilómetros cuadrados.
La población de esta división administrativa es de 998.400 personas (según las cifras del censo realizado en el año 2005). Estos datos arrojan que la densidad poblacional de esta provincia es de 1.236,26 habitantes por cada kilómetro cuadrado.

## Historia
Históricamente, la provincia de Bắc Ninh y la vecina provincia de Bắc Giang fueron una sola provincia. Sin embargo, el crecimiento de la población trajo como resultado que Ha Bac se dividiera en dos nuevas provincias. La nueva provincia de Bac Ninh se formó alrededor del municipio de Bac Ninh, mientras que la moderna provincia de Bac Giang abarca el municipio de Bac Giang y la mayoría de los distritos rurales de la antigua provincia de Ha Bac.

## Gente notable
- Nguyễn Đăng Đạo
- Vũ Tú[1][2][3][4][5]

## Enlaces
- Dinastia Đinh
- Thuy Yen Dinh